# CSI: 뉴욕

《CSI: 뉴욕》(CSI: NY)은 2004년 9월 22일에 시작해 2013년 2월 22일에 종영된 미국의 과학수사 드라마이다. 본작 CSI 과학수사대로부터의 2번째 스핀오프 작품으로, CSI 마이애미에서 호레이쇼 케인이 마이애미에서 뉴욕으로 살인 사건의 수사를 위해 방문한 에피소드에서부터 탄생하였다. CSI뉴욕은 다른 두 CSI 작품들보다 참혹하다. 시즌 1 동안 파란색을 키 컬러로 사용했으나, CBS 사장 레스 문베스의 요구에 따라 드라마가 덜 차갑게 보이도록 시즌 2부터 파란 색을 키 컬러로 사용하지 않았다. 2005년 11월 7일의 CSI 마이애미 (시즌 4 제7화)와 11월 9일의 CSI 뉴욕 (시즌 2 제7화)에서는 크로스오버가 기획돼, 추락한 비행기와 도주한 연속살인범을 둘러싼 쌍방의 캐스트가 함께 연기했다.
그리고 2009년 11월 9일 CSI 마이애미 (시즌 8 제7화)와 11월 11일 CSI 뉴욕 (시즌 6 제7화), 11월 13일 CSI: 과학수사대 (혹은 라스베이거스) (시즌 10 제7화)에서는 최초로 트리플 크로스오버가 기획되었다. 주제가는 다른 CSI 작품과 같이 더 후의 노래가 사용되었다. 이 작품에는 〈Teenage Wasteland〉로 잘못 알려져 있는 〈Baba O'Riley〉를 주제가로 사용하고 있다. 미국에서는 뉴욕을 무대로 한 NBC의 범죄 드라마 로 앤 오더와 같은 시간대에 방송되고 있다. 대한민국에서는 OCN에서 방영하였고, 2007년 9월 15일부터 2009년 11월 8일까지 MBC에서 시즌 4까지 한국어 더빙 버전을 방영 하였다. 2012년 시즌 9를 마지막으로 종영을 하였다.

## 제작
- 제리 브룩하이머 (Jerome Bruckheimer)

## 등장인물
- 게리 시니스 (Gary Sinise) - 맥 테일러(Mac Taylor), CSI Level 3 (반장)

전문분야는 전문자료 수집 / 분석이며 시카고 출신의 해병대 출신으로 9.11 테러로 아내를 잃었다. 이로 인하여 전쟁의 상흔을 늘 안고 사는 인물이다. 일 이외는 말을 않고 불면증을 앓고 있다. 다소 까칠하나 마음은 따뜻한 일 중독자이다. 언론재벌의 비리에 맞서는 소신있는 수사관이며, 침착하고 논리적인 심문으로 진실을 밝혀낸다. 
실례로 맥은 나치독일 시절에 유대인들을 도망하게 해 준다고 속이고 나서 보물을 가로챈뒤 아우슈비츠 강제수용소에 넘기던 죄를 지은 과거를 나치부역자에 대한 처벌을 면하려고 유대인 행세를 함으로써 숨겨온 히틀러 유겐트 출신 할아버지를 심문하는데, 유대인 단체의 도움으로 수집한 유대인 학살관련 사료에 근거한 추리로써 진실을 밝혀낸다. 물론 할아버지는 기소되었고, 아들은 아버지의 사악한 과거를 알고 용서하지 않았다. 유대인 학살에서 겨우 살아남은 유대인에게 음식을 제공하여 삶의 희망과 믿음을 갖게 한 부친의 영향과 9.11 테러로 아내를 잃은 경험으로 사람들의 고통을 외면하지 않는다. 실례로 맥 반장은 위 사건의 할아버지 때문에 친척을 잃은 유대인 할머니를 찾아가 나치부역자 출신 할아버지가 가로챈 다이아몬드 브로치를 돌려주며 고통을 같이 나눈다.
- 멜리나 카나카레데스 (Melina Kanakaredes) - 스텔라 보나세라(Stella Bonasara) (시즌 1 ~ 시즌 6), CSI Level 3

전문분야는 총기류이며 그리스에서 이민했다. 마이애미의 켈리가 호레시오 반장을 협사, 보좌하는 부반장이면 이곳 뉴욕에서는 스텔라가 맥 반장을 협사, 보좌하는 부반장이라고 이해하면 되겠다. 하지만 시즌 6 마지막에서 스텔라 보나세라는 뉴올리언스 과학 수사대의 반장직을 맡게 되면서 뉴욕을 떠나게 된다. 후임으로 조 댄빌이 합류하게 된다.
- 클레어 폴라니 (Claire Forlani) - 페이튼 드리스콜(Dr. Peyton Driscoll) (시즌 3 ~ 시즌4, 시즌 6) CSI ME (검시관)

시즌 3부터 합류하여 시즌 3 마지막 에피소드까지 활동했던 검시관으로 맥 반장의 마음을 사로잡은 사랑스런 여인이며 시즌 4에서 하차한 뒤, 시즌 6의 에피소드 22에서 객원 멤버로 참여하게 된다.
- 셀라 워드 (Sela Ward) - 조 댄빌(Jo Danville) (시즌 7 ~ 9), CSI Level 3

전직 FBI (미국 연방수사국)요원 출신. 스텔라 후임으로서 FBI 출신으로 FBI에서 배운 여러 기술을 이용하여 수사를 돕는다. FBI요원 출신이라 수수께끼에 둘러싸인 인물이기도 하다. 첫 출근날 린지의 훈장 수여식으로 인해 빈 사무실에 출근하다 시신을 발견하고 다음 날부터 수사관으로서의 일을 시작한다. 모든 사건 관계자는 과학적 증거물이 다른 것을 알려줄 때까지는 무혐의 상태여야 한다는 게 그녀의 수사 철학이다.(이른 바 무죄추정의 원칙.)
- 카마인 지오비나조 (Carmine Giovinazzo) - 대니 매서(Danny Messer), CSI Level 3

전문분야는 범죄 재구성이며 린지 매서 (린지 먼로)의 남편이다. 예전에 음악 사업을 한 적이 있고 야구 선수로 활동한 경험이 있다. 던 플랙 형사와 매우 친하며 결혼 전에는 린지 먼로가 몬타나 주에서 온 것을 기념하여 '몬타나'라는 애칭을 지어주며 친분을 쌓는다.
- 바네사 펄리토 (Vanessa Ferlito) - 에이든 번(Aiden Burn) (시즌 1 ~ 시즌 2), CSI Level 3

전문분야는 골격이며 시즌 2 초반에 조사하던 사건 증거물 훼손이 발각되어 연구소에서 퇴직하였다. 이후 살인 사건의 피해자로 나타나 사건 현장에 단서를 남겨 범인 검거에 일조하게 된다.
- 안나 벨크냅 (Anna Belknap) - 린지 몬로(Lindsay Monroe) 혹은 린지 매서(Lindsay Messer) (시즌 2 ~), CSI Level 2

시즌 2에서 에이든 번의 퇴직으로 인해 에이든의 후임으로 과학수사대에 합류했으며 시즌 5에서 대니와 결혼하여 딸을 출산하였고 현재는 대니의 아내로 시즌 6 마지막회에서 대니를 인질로 잡았던 케이지가 투신 자살하였지만 케이지가 다시 살아서 대니의 집으로 침입하여 딸을 인질로 붙잡고 있는 케이지를 현장에서 사살하여 인질을 구한 공으로 무공훈장을 받는다.
- 로버트 조이 (Robert Joy) - 시드 해머백(Sid hammerback) (시즌 2 ~ 9), 검시관

시즌 2에서 쉘던 호크스의 이직으로 인해 새로 등장하게 된 검시관으로 前 검시관인 쉘던 호크스와 유사한 습관의 소유자임에도 불구하고 사건에 대한 통찰력으로 동료 수사관들을 돕고 있으며 진심으로 통료들을 아껴주는 면모의 소유자이다.
- 에이제이 버클리 (A. J. Buckley) - 아담 로스(Adam Ross) (시즌 2 ~ 9), 컴퓨터와 관련된 사이버 전문 수사관.

전문 분야는 디지털 기기 및 기술을 활용한 증거 분석이며 애리조나주 피닉스 출신 수사관으로 유년기에 괴로운 경험을 겪어서 그런지 강박 장애를 가지고 있다.
- 베스 올 (Bess Wohl) - 켄달 노박(Kendall Novak) (시즌 4), 보조 수사관.

시즌 4에서 애덤 로스와 선의의 경쟁을 하면서 수사를 돕는 보조 수사관.
- 힐 하퍼 (Hill Harper) - 쉘던 호크스(Sheldon Hawkes), CSI Level 2, 前검시관, 전문분야 : 법의학

대학을 18세에 졸업하고 6년 만에 의사 면허를 딴 수재로 수 년 간 응급실에서 지낸 바 있으며 두 환자를 의학적 관점을 조월해서 살릴 수 있음에도 불구하고 떠나보낸 기억 때문에 수술실을 떠나 검시소에서 일하게 된다. 이후 검시관에서 수사관으로 이직하게 된다.
- 에디 케이힐 (Eddie Cahill) - 돈 플랙(Don Flack), 뉴욕 경찰청 형사

뉴욕 경찰청 형사로 한때는 연인사이였던 여형사 '제스 엔젤' 형사의 죽음이 자신에게 있다고 판단하여 죄책감에 시달리다 맥 반장의 조언을 통해 현장에 복귀하게 된다. 맥 반장의 기지로 말미암아 사지에서 살아 돌아온 적이 있다.
- 엠마누엘 보기어 (Emmanuelle Vaugier) - 제스 앤젤 혹은 제시카 엔젤(Jess Angel or Jessica Angel), 뉴욕경찰청 형사 (시즌 3 ~ 시즌 5)

던 플랙 형사와 연인 사이였던 여자 형사이다. 시즌 5 마지막편에서 법원 앞 카페에서 법원에 출두할 증인과 함께 있었지만 이때 카페에 난입한 테러리스트와 총격전을 벌이다가 테러리스트의 총격에 맞아서 병원으로 후송되었으나 끝내 순직하였다.

## CSI:NY season 방송일(미국기준)
- CSI:NY season 1 2004/9/22
- CSI:NY season 2 2005/9/28
- CSI:NY season 3 2006/9/20
- CSI:NY season 4 2007/9/26
- CSI:NY season 5 2008/9/24
- CSI:NY season 6 2009/9/23
- CSI:NY season 7 2010/9/24
- CSI:NY season 8 2011/9/23
- CSI:NY season 9 2012/9/28

## 에피소드 목록

### 시즌6
| 회차 | 제목                                              | 감독              | 각본                            | 방송날짜         |
| ---- | ------------------------------------------------- | ----------------- | ------------------------------- | ---------------- |
| 1    | "도시의 무법자들" "Epilogue"                      | 데이비드 본앵컨   | 팸 비지                         | 2009년 9월 23일  |
| 2    | "사이버 살인" "Blacklist"                         | 두에인 클라크     | 피터 M. 렌코프                  | 2009년 9월 30일  |
| 3    | "나침반 연쇄 살인" "Lat 40° 47' N/Long 73° 58' W" | 맷 얼 비즐리      | 트레이 캘러웨이                 | 2009년 10월 7일  |
| 4    | "그의 이중 생활" "Dead Reckoning"                 | 스콧 화이트       | 데이비드 E. 켈리                | 2009년 10월 14일 |
| 5    | "잊히지 않는 상처" "Battle Scars"                 | 제프 T. 토머스    | 데이비드 E. 켈리                | 2009년 10월 21일 |
| 6    | "나에게도 일어날 수 있는 일" "It Happened to Me"  | 알렉스 작제프스키 | 웬디 배틀스, 팸 비지            | 2009년 11월 4일  |
| 7    | "인신매매" "Hammer Down"                          | 스콧 라우타넨     | 피터 M. 렌코프, 팸 비지         | 2009년 11월 11일 |
| 8    | "나침반 살인자의 귀환" "Cuckoo's Nest"            | 제프리 헌트       | 재커리 라이터, 에런 라산 토머스 | 2009년 11월 18일 |
| 9    | "맨해튼헨지" "Manhattanhenge"                     | 맷 얼 비즐리      | 트레이 캘러웨이                 | 2009년 11월 25일 |
| 10   | "죽음의 집" "Death House"                         | 노버토 바바       | JP 도너휴, 케빈 폴레이          | 2009년 12월 9일  |
| 11   | "두 번째 기회" "Second Chances"                   | 에릭 러뉴빌       | 존 도브                         | 2009년 12월 16일 |
| 12   | "조작된 증거" "Criminal Justice"                  | 크리스틴 무어     | 빌 헤인스                       | 2010년 1월 13일  |
| 13   | "란제리 풋볼 리그" "Flag on the Play"             | 제프리 헌트       | 웬디 배틀스                     | 2010년 1월 20일  |
| 14   | "21세기 뱀파이어" "Sanguine Love"                 | 노버토 바바       | 카마인 조비나초                 | 2010년 2월 3일   |
| 15   | "전설의 레이서" "The Formula"                     | 맷 얼 비즐리      | 에런 라산 토머스                | 2010년 2월 10일  |
| 16   | "도끼 살인 사건" "Uncertainty Rules"              | 제프 T. 토머스    | 제프리 라이터                   | 2010년 3월 3일   |
| 17   | "네잎 클로버와 금괴" "Pot of Gold"                | 에릭 라샐         | 트레이 캘러웨이                 | 2010년 3월 10일  |
| 18   | "감자튀김의 진실" "Rest in Peace, Marina Garito"  | 앨리슨 리디브라운 | 팸 비지                         | 2010년 4월 7일   |
| 19   | "탈옥" "Redemptio"                                | 스티븐 더폴       | 피터 M. 렌코프, 빌 헤인스       | 2010년 4월 14일  |
| 20   | "글레디에이터" "Tales from the Undercard"         | 스킵 수두스       | 에런 라산 토머스, 스티븐 피들러 | 2010년 5월 5일   |
| 21   | "형제는 용감했다" "Unusual Suspects"              | 마셜 애덤스       | 존 도브, 웬디 배틀스            | 2010년 5월 12일  |
| 22   | "위험한 이웃" "Point of View"                     | 알렉스 작제프스키 | 팸 비지                         | 2010년 5월 19일  |
| 23   | "악몽이 된 휴가" "Vacation Getaway"               | 두에인 클라크     | 트레이 캘러웨이, 재커리 라이터  | 2010년 5월 26일  |

## 한국판 방송

### 문화방송CSI 뉴욕
- CSI 뉴욕 시즌 1 : 2007년 9월 15일 - 2007년 12월 8일
- CSI 뉴욕 시즌 2 : 2007년 12월 15일 - 2008년 3월 22일
- CSI 뉴욕 시즌 3 : 2008년 10월 5일 - 2008년 12월 28일
- CSI 뉴욕 시즌 4 : 2009년 6월 7일 - 2009년 11월 8일

### CSI:NY 한국어판 성우진
- 이정구 (Mac Taylor 맥 테일러 役)
- 윤소라 (Stella Bonasera 스텔라 보나세라 役)
- 안지환 (Danny Messer 대니 메서 役)
- 최수진 (Lindsay Monroe 린지 먼로 役)
- 김태훈 (Sid Hammerback 시드 해머백 役)
- 이상범 (Sheldon Hawkes 셸던 헉스 役)
- 최원형 (Don Flack 던 플랙 役)
- 김서영 (Jess Angel 제스 앤젤役)
- 기경옥 (Peyton Driscoll 페이튼 드리스콜 役)
- 양지운 (Horatio Caine 호레이쇼 케인役) - 시즌2에서 마이애미와 크로스에피에 출연

## CSI 관련 시리즈
- CSI 과학수사대
- CSI 마이애미
- CSI: 사이버

## 같이 보기
- 뉴욕경찰 24시 (NYPD Blue) (1990년대 ~ 2000년대 TV 드라마 시리즈)